# André João Antonil
Giovanni Antônio Andreoni ou João Antônio Andreoni, que adotou o nome André João Antonil (Luca, 8 de fevereiro de 1649 — Salvador, 13 de março de 1716) foi um jesuíta italiano.

## Biografia
Formou-se em Direito Civil pela Universidade de Perúgia depois de ali estudar três anos. Aos dezoito anos, em maio de 1667, ingressou na Companhia de Jesus, em Roma, vindo a lecionar ali no seminário jesuíta. O Padre Antônio Vieira admirou-o muito e fê-lo vir para o Brasil em 1681.
Chegou a Salvador, na Capitania da Bahia, em 1681, nunca mais tendo deixado a cidade, onde veio a falecer, em 1716. Aqui exerceu o cargo de Reitor do Colégio por duas vezes, tendo sido o Provincial de 1705 a 1709. Fez breves visitas à Capitania de Pernambuco e à do Rio de Janeiro.
Observador atento, notadamente da economia, escreveu com profundidade e erudição sobre a realidade econômica da Colônia, notadamente a produção de açúcar, de tabaco, sobre a criação de gado e a mineração, embora sobre esta última baseado apenas em informações de terceiros. Além de apresentar dados sobre a produção, descreveu ainda as técnicas produtivas então utilizadas, comentando as condições de trabalho, sociais e políticas.
Em 1711, publicou em Lisboa a obra Cultura e Opulência do Brasil por suas Drogas e Minas, certamente escrita até 1710, com todas as licenças indispensáveis. O livro é considerado o melhor que se escreveu sobre as condições sociais e econômicas do Brasil no início do século XVIII. Entretanto, apesar de sua amizade com o Padre Antônio Vieira, tinha opiniões divergentes, que o Padre Serafim Leite aponta em suas obras. Vieira era contra a escravização dos indígenas, Andreoni nem tanto. Vieira nunca atacou os judeus e defendia os cristãos-novos; Andreoni traduziu uma obra italiana anti-semítica. A diferença maior, entretanto, era acerca dos membros estranhos à Companhia de Jesus: Vieira, embora chamando os portugueses de cafres da Europa em momentos de exasperação, era muito patriótico e favorecia a nomeação de portugueses para os postos principais da Companhia no Brasil; já Antonil, mais consciente do aspecto internacional da Ordem, favorecia italianos, alemães, mesmo os nascidos no Brasil. As diferenças continuaram mesmo depois da morte de Vieira e na virada do século o jesuíta Tirso González, Geral da Companhia, repreendeu Antonil por favorecer seus colegas italianos.
Em 1711, Antonil queixou-se de que os jesuítas italianos eram considerados estrangeiros, pelos portugueses, e proibidos de visitar as Minas Gerais.
Quanto à sua obra, a Coroa, advertida do risco de divulgação de tão detalhadas informações sobre as drogas e as minas da sua principal Colônia, proibiu-a e confiscou os seus exemplares. Os poucos que restaram, tornaram-se raridades bibliográficas. Essencial para a compreensão da vida social e econômica do Brasil Colônia, só viria à luz em 1837, quando foi integralmente reeditada, no Rio de Janeiro. A partir de então, Cultura e opulência do Brasil tornou-se uma fonte essencial para aqueles interessados no Brasil Colônia. O interesse pela obra se intensificou e  foram feitas várias reedições.
Porém a obra de Antonil não gerou somente interesse pelo conteúdo vasto sobre a situação da vida econômica do Brasil no século XVIII. A obra também tornou-se objeto de análise e de indagações por muitos historiadores. Assim, em todas as edições, com prefácios e comentários, os historiadores se depararam com vários problemas para os quais  irão procurar possíveis respostas ao longo dos anos seguintes,  como escreve André Mansuy Diniz Silva, responsável pela introdução e pelas notas da edição de Cultura e opulência do Brasil publicada em 2007. Muito se procurou saber quem seria o autor oculto por trás do nome André João Antonil ou do pseudônimo de "O Anônimo Toscano",  e quais os motivos pelos quais a obra fora destruída logo após sua impressão. André Mansuy indica que a obra, para além das controvérsias a respeito, ao passar pelas mãos do Conselho Ultramarino, foi censurada, considerando-se que o livro poderia ser uma grande fonte de informações para os inimigos da Coroa Portuguesa. Busca-se também compreender o motivo do notável desequilíbrio entre as partes, destacando-se a maior atenção do autor às questões relacionadas ao açúcar. Neste ponto, especula-se que a obra não teria sido escrita de uma só vez, mas que Antonil, a princípio, teria tido a intenção de abordar somente a cana-de-açúcar. Então, por que razão o autor teria incluído outras partes, modificando o seu projeto inicial e acrescentando, por exemplo, a mineração? Possivelmente  a obra teria sido iniciada antes do  ciclo do ouro e, então, diante das grandes transformações econômicas e sociais provocadas pela produção aurífera, Antonil pode ter decidido incluir  a mineração. Sobre esse tema, apresenta um relato riquíssimo acerca dos caminhos para as Minas, descrevendo detalhes técnicos sobre a extração do ouro e denunciando consequências da descoberta do ouro, tais como o aumento dos preços das mercadorias (que  se tornaram raras no litoral, por terem sido enviadas a Minas), o aumento do preço dos escravos, a ruína dos engenhos de açúcar em decorrência da falta de mão de obra escrava e, principalmente, a dissolução moral, pois as pessoas passaram a querer enriquecer de qualquer forma, cativadas pela ilusão do ouro. Assim comenta os danos causados no Brasil pela descoberta das Minas Gerais:
"Convidou a fama das Minas tão abundantes do Brasil homens de toda casta e de todas as partes, uns de cabedal, outros vadios. Aos de cabedal, que tiraram muita quantidade dele nas catas, foi causa de se haverem com altivez e arrogância, de andarem sempre acompanhados de tropas de espingardeiros de animo pronto para executarem qualquer violência, e tomar sem temor algum da justiça, grandes e estrondosas vinganças. Convidou-os o ouro a jogar largamente e gastar em superfluidades quantias extraordinárias sem reparo, comprando por exemplo um negro trombeteiro por mil cruzados (400 mil réis, ou seja, quatro vezes mais o que valia um escravo) e uma mulata de mau trato por dobrado preço, para multiplicar com ela contínuos e escandalosos pecados. Os vadios que vão às Minas tirar ouro não dos ribeiros mas dos canudos em que o ajuntam e guardam os que trabalham nas catas, usaram de traições lamentáveis e de mortes mais que cruéis, ficando estes crimes sem castigo, porque nas Minas a justiça humana não teve ainda tribunal nem o respeito de que em outras partes goza, aonde há mineiros de suposição, assistidos de numeroso e seguido presídio; e só agora poderá esperar-se algum remédio, indo lá governar governado e mineiros."  
"E até os Bispos e prelados de algumas religiões sentem sumamente o não se fazer conta das censuras para reduzir os seus bispados e conventos não poucos clérigos e religiosos que escandalosamente por lá andam ou apóstatas ou fugitivos. O irem também às Minas os melhores gêneros de tudo o que se pode desejar foi causa que crescessem de tal sorte os preços de tudo o que se vende, que os senhores de engenho e os lavradores se achem grandemente empenhados, e que por falta de negros não possam tratar do açúcar nem do tabaco como faziam folgadamente nos tempos passados que eram as verdadeiras Minas do Brasil e de Portugal. E o pior é que a maior parte do ouro que se tira das minas passa em pó e em moedas para os reinos estranhos, e a menor é a que fica em Portugal e nas cidades do Brasil, salvo o que se gasta em cordões, arrecadas e outros brincos, dos quais se vem hoje carregadas as mulatas de mau viver e as negras muito mais do que as senhoras. Nem há pessoa prudente que não confesse haver Deus permitido que se descubra nas Minas tanto ouro para castigar com ele ao Brasil, como está castigando, no mesmo tempo tão abundante de guerras, aos Europeus com o ferro."

## Dito
É de Antonil o dito:
| “ | O Brasil é o inferno dos negros, o purgatório dos brancos, e o paraíso dos mulatos e das mulatas... | ” |